# Molí d'en Serra
El Molí d'en Serra és una obra de Rosselló (Segrià) inclosa a l'Inventari del Patrimoni Arquitectònic de Catalunya.

## Descripció
Es tracta d'un molí en estat mitjà de conservació. Consta d'una planta rectangular, que s'adapta a la irregularitat del terreny, de dos pisos més golfes. La coberta és de teula a dos aiguavessos i hi ha una xemeneia en un dels extrems, però és de construcció més recent, igual que una part del molí que sembla fruit d'una ampliació.
Presenta diverses obertures a manera de finestra fetes de forma una mica rústica. Se situen al segon pis i es disposen de manera simètrica. Gran part d'elles estan tapiades de manera matussera.
Resten també el molí i canal d'aigua, però la seva conservació és també mitjana. Presenten diversos abocaments urbans i hi abunda la vegetació.